# Rengershausen (Baunatal)
Rengershausen ist ein Stadtteil von Baunatal im nordhessischen Landkreis Kassel.

## Geographische Lage
Der Ort liegt unweit der Fulda. Nördlich von Rengershausen liegt das Autobahnkreuz Kassel-West. Dort kreuzen sich die Bundesautobahn 44 und die Bundesautobahn 49. Am Ort entlang führt die Main-Weser-Bahn (Kassel–Gießen–Frankfurt (Main)), hier gibt es auch für die RegioTram nach Melsungen einen Haltepunkt und der Rengershausener Tunnel liegt an der Schnellfahrstrecke Hannover–Würzburg.

## Geschichte

### Ortsgeschichte
Die älteste bekannte schriftliche Erwähnung von Rengershausen erfolgte unter dem Namen Ringolfeshusen  im Jahr 1123 in einer Urkunde des Klosters Hasungen.
Neuere Geschichte
Im 18. Jahrhundert wurde die Knallhütte errichtet. Knallhütten sind besonders zahlreich in der Zeit des Chausseebaus entstanden. Sie haben ihre Namen daher, dass die Fuhrleute bereits in großer Entfernung vor der Hütte durch Peitschenknallen ihre Bestellung aufgeben konnten. Sie ist auch heute noch eine Brauerei mit einem Wirtshaus.
1936 wurde im Lohwald zwischen Altenbauna und Rengershausen der Rüstungsbetrieb Henschel Flugmotoren GmbH errichtet.
Die Waldsporthalle konnte am 30. August 2002 eingeweiht werden.
Hessische Gebietsreform (1970–1977)
Zum 1. September 1970 fusionierten im Zuge der Gebietsreform in Hessen die bis dahin selbstständigen Gemeinden Rengershausen und Guntershausen freiwillig zur Gemeinde Buchenhagen, knapp zwei Jahre darauf wurden kraft Landesgesetz die Gemeinde Buchenhagen aufgelöst und beide Orte wurden Stadtteile von Baunatal.
Ortsbezirke nach der Hessischen Gemeindeordnung wurden nicht errichtet.

### Bevölkerung
Einwohnerstruktur 2011
Nach den Erhebungen des Zensus 2011 lebten am Stichtag dem 9. Mai 2011 in Rengershausen 2283 Einwohner. Darunter waren 99 (4,3 %) Ausländer.
Nach dem Lebensalter waren 402 Einwohner unter 18 Jahren, 957 waren zwischen 18 und 49, 429 zwischen 50 und 64 und 495 Einwohner waren älter. Die Einwohner lebten in 1029 Haushalten. Davon waren 303 Singlehaushalte, 327 Paare ohne Kinder und 282 Paare mit Kindern, sowie 99 Alleinerziehende und 15 Wohngemeinschaften. In 3024 Haushalten lebten ausschließlich Senioren und in 8157 Haushaltungen leben keine Senioren.
Einwohnerentwicklung
- 1585: 23 Haushaltungen[6]
- 1747: 32 Haushaltungen[6]

| Rengershausen: Einwohnerzahlen von 1834 bis 2020 | Rengershausen: Einwohnerzahlen von 1834 bis 2020 | Rengershausen: Einwohnerzahlen von 1834 bis 2020 | Rengershausen: Einwohnerzahlen von 1834 bis 2020 | Rengershausen: Einwohnerzahlen von 1834 bis 2020 |
| --- | ------------------------------------------------ | ------------------------------------------------ | ------------------------------------------------ | ------------------------------------------------ |
| Jahr |                                                  |                                                  |                                                  | Einwohner                                        |
| 1834 | 1834                                             |                                                  | 301                                              | 301                                              |
| 1840 | 1840                                             |                                                  | 292                                              | 292                                              |
| 1846 | 1846                                             |                                                  | 346                                              | 346                                              |
| 1852 | 1852                                             |                                                  | 334                                              | 334                                              |
| 1858 | 1858                                             |                                                  | 340                                              | 340                                              |
| 1864 | 1864                                             |                                                  | 354                                              | 354                                              |
| 1871 | 1871                                             |                                                  | 380                                              | 380                                              |
| 1875 | 1875                                             |                                                  | 379                                              | 379                                              |
| 1885 | 1885                                             |                                                  | 387                                              | 387                                              |
| 1895 | 1895                                             |                                                  | 436                                              | 436                                              |
| 1905 | 1905                                             |                                                  | 455                                              | 455                                              |
| 1910 | 1910                                             |                                                  | 463                                              | 463                                              |
| 1925 | 1925                                             |                                                  | 581                                              | 581                                              |
| 1939 | 1939                                             |                                                  | 713                                              | 713                                              |
| 1946 | 1946                                             |                                                  | 992                                              | 992                                              |
| 1950 | 1950                                             |                                                  | 1.031                                            | 1.031                                            |
| 1956 | 1956                                             |                                                  | 1.097                                            | 1.097                                            |
| 1961 | 1961                                             |                                                  | 1.373                                            | 1.373                                            |
| 1967 | 1967                                             |                                                  | 2.165                                            | 2.165                                            |
| 1970 | 1970                                             |                                                  | 2.136                                            | 2.136                                            |
| 1980 | 1980                                             |                                                  | ?                                                | ?                                                |
| 1990 | 1990                                             |                                                  | ?                                                | ?                                                |
| 2000 | 2000                                             |                                                  | ?                                                | ?                                                |
| 2011 | 2011                                             |                                                  | 2.283                                            | 2.283                                            |
| 2018 | 2018                                             |                                                  | 2.404                                            | 2.404                                            |
| 2020 | 2020                                             |                                                  | 2.411                                            | 2.411                                            |
| Datenquelle: Historisches Gemeindeverzeichnis für Hessen: Die Bevölkerung der Gemeinden 1834 bis 1967. Wiesbaden: Hessisches Statistisches Landesamt, 1968. Weitere Quellen: LAGIS; Stadt Baunatal; Zensus 2011 |                                                  |                                                  |                                                  |                                                  |

Religionszugehörigkeit
| • 1885: | 0384 evangelische (= 99,22 %), 3 katholische (= 0,78 %) Einwohner    |
| • 1961: | 1144 evangelische (= 83,32 %), 178 katholische (= 12,96 %) Einwohner |

## Politik

### Bürgermeister
Amtszeiten der Bürgermeister
- 1802–1832 Grebe Freytag
- 1832 Johannes Grebe
- 1839, 1857 Conrad Krug
- 1878–1903 Jakob Höhmann
- 1903–1919 Johannes Ludwig
- 1919–1930 Kaspar Kilian
- 1930–1939 Ferdinand Bartholmai
- 1939–1942 Heinrich Damm
- 1942–1945 Konrad Dittmar
- 1945–1946 Wilhelm Lenz
- 1946–1948 Heinrich Leck
- 1948–1955 Wilhelm König
- 1955–1956 Walter Lenz
- 1956–1970 Heinrich Reichhold

## Regelmäßige Veranstaltungen
- Osterfeuer (Karsamstag) der Freiwilligen Feuerwehr Rengershausen e. V.
- Dorffest der Freiwilligen Feuerwehr Rengershausen e. V. (alle drei Jahre)

## Orts-Nickname
Von den Bewohnern der Umgebung werden die Rengershäuser Seckbächer genannt.

## Infrastruktur
Der Ortsteil Rengershausen hat einen Haltepunkt, der an der Main-Weser-Bahn liegt (Baunatal-Rengershausen). Dieser wird von Regionalverkehrslinien des NVV bedient.
| Linie | Verlauf | Takt                                       | Betreiber              |
| ----- | --- | ------------------------------------------ | ---------------------- |
| RB38  | Kassel Hbf – Kassel-Wilhelmshöhe – Kassel-Oberzwehren – Baunatal-Rengershausen – Baunatal-Guntershausen – Edermünde-Grifte – Felsberg-Wolfershausen – Felsberg-Altenbrunslar – Felsberg-Gensungen – Wabern (Bz Kassel) – Singlis – Borken (Hess) – Zimmersrode – Schlierbach (Kr Schwalm-Eder) – Treysa Stand: Fahrplanwechsel Dezember 2021                                                                   | einzelne Fahrten zur HVZ                   | DB Kurhessenbahn       |
| RB39  | Kassel Hbf – Kassel-Wilhelmshöhe – Kassel-Oberzwehren – Baunatal-Rengershausen – Baunatal-Guntershausen – Edermünde-Grifte – Felsberg-Wolfershausen – Felsberg-Altenbrunslar – Felsberg-Gensungen – Wabern (Bz Kassel) – Zennern – Fritzlar – Ungedanken – Mandern – Wega – Bad Wildungen Stand: Fahrplanwechsel Dezember 2024                                                                                 | 120 min (mit Lücken)                       | DB Kurhessenbahn       |
| RT5   | Melsungen – Melsungen Bartenwetzerbrücke – Melsungen-Schwarzenberg – Melsungen-Röhrenfurth – Körle – Guxhagen – Baunatal-Guntershausen – Baunatal-Rengershausen – Kassel-Oberzwehren – Kassel-Wilhelmshöhe – Kassel Hbf (tief) – Scheidemannplatz – Wilhelmsstraße/Stadtmuseum – Rathaus/Fünffensterstraße – Am Weinberg – Heinrich-Heine-Straße/Universität – Auestadion Stand: Fahrplanwechsel Dezember 2023 | 30 min (werktags) 60 min (sonn-/feiertags) | RegioTram Gesellschaft |
Die Brüder-Grimm-Schule ist eine Grundschule. Im Ort gibt es einen Kindergarten mit Kinderhort.
Seit 1960 gibt es ein Gemeinschaftshaus. Für evangelische Gläubige steht eine Kirche zur Verfügung.

## Persönlichkeiten
- Dorothea Viehmann (1755–1815), Märchenerzählerin, geboren in der Knallhütte